# Derbi GPR
 (mars 2010).
Si vous disposez d'ouvrages ou d'articles de référence ou si vous connaissez des sites web de qualité traitant du thème abordé ici, merci de compléter l'article en donnant les références utiles à sa vérifiabilité et en les liant à la section « Notes et références ».

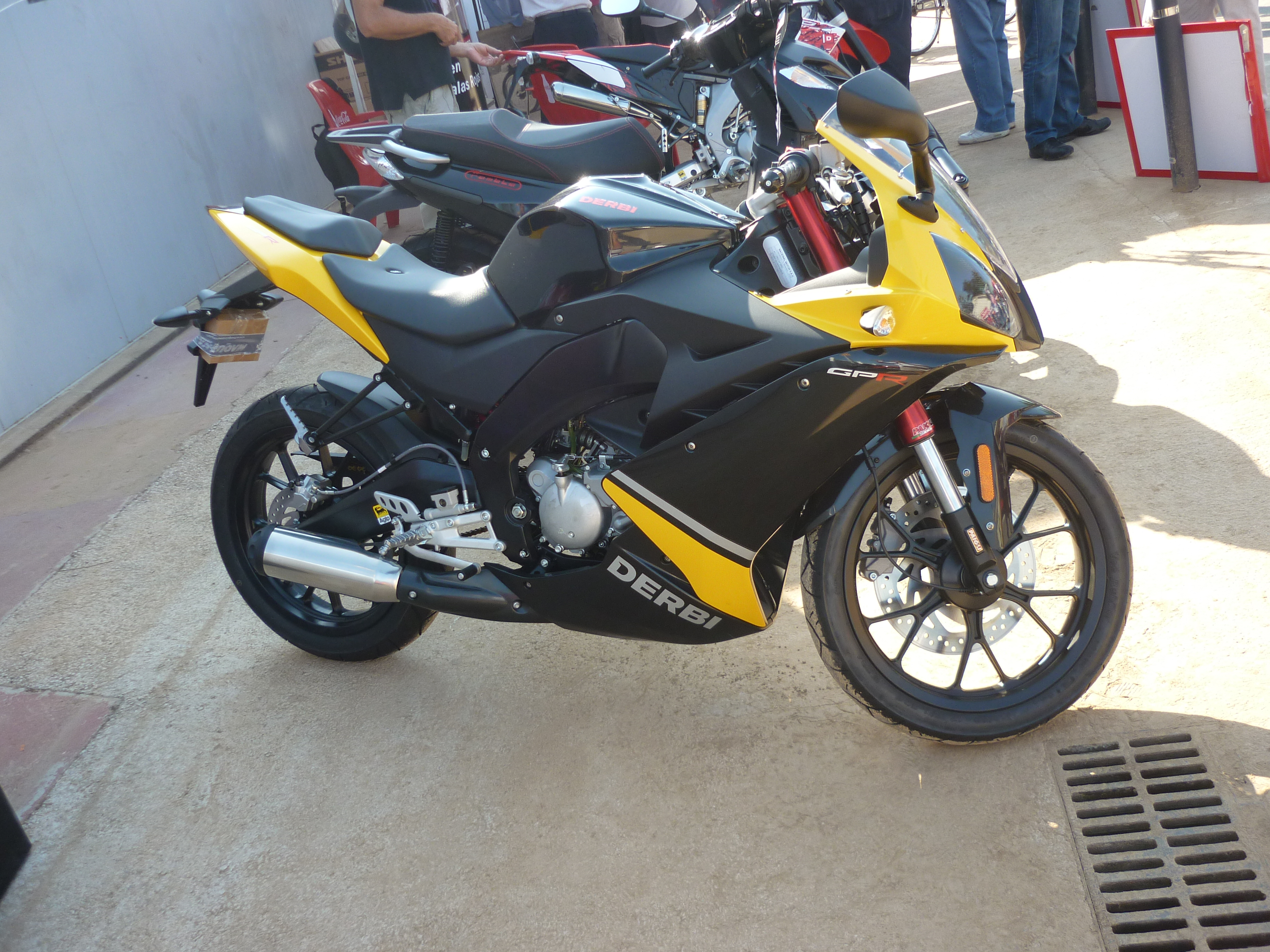
Derbi GPR.

La Derbi GPR est un modèle de cyclomoteur produit par le constructeur espagnol Derbi.
Elle existe en Racing, Nude ou en Replica comme la Malossi sortie en 2007 en série limitée de cent exemplaires, la GPR Replica Malossi.